# Nephelistis clauda
Nephelistis clauda là một loài bướm đêm trong họ Noctuidae.